# Уайлдер, Майкл Джозеф
Майкл Джозеф Уайлдер (англ. Michael Joseph Wilder; 17 августа 1962, Филадельфия) — американский шахматист, гроссмейстер (1988).
Лучшие результаты в чемпионатах США: 1987 — 3—6-е, 1988 — 1-е места. Лучшие результаты в международных турнирах: Нью-Йорк (1977, 1979 и 1982) — 3—4-е, 2—3-е и 3—5-е; Торонто (1983) — 3—4-е; Сомерсет (1986) — 2—7-е; Лондон (1987 и 1988) — 1—2-е и 3—6-е; Белград (1988) — 7—15-е места.
В составе сборной США участник 2-х командных чемпионатов мира среди участников до 26 лет (1983-1985). В 1983 заняла 4-е место, в 1985 завоевала серебряные медали.

## Изменения рейтинга
| Графики недоступны из-за технических проблем. См. информацию на Фабрикаторе и на mediawiki.org. |